# Phiale-Maler

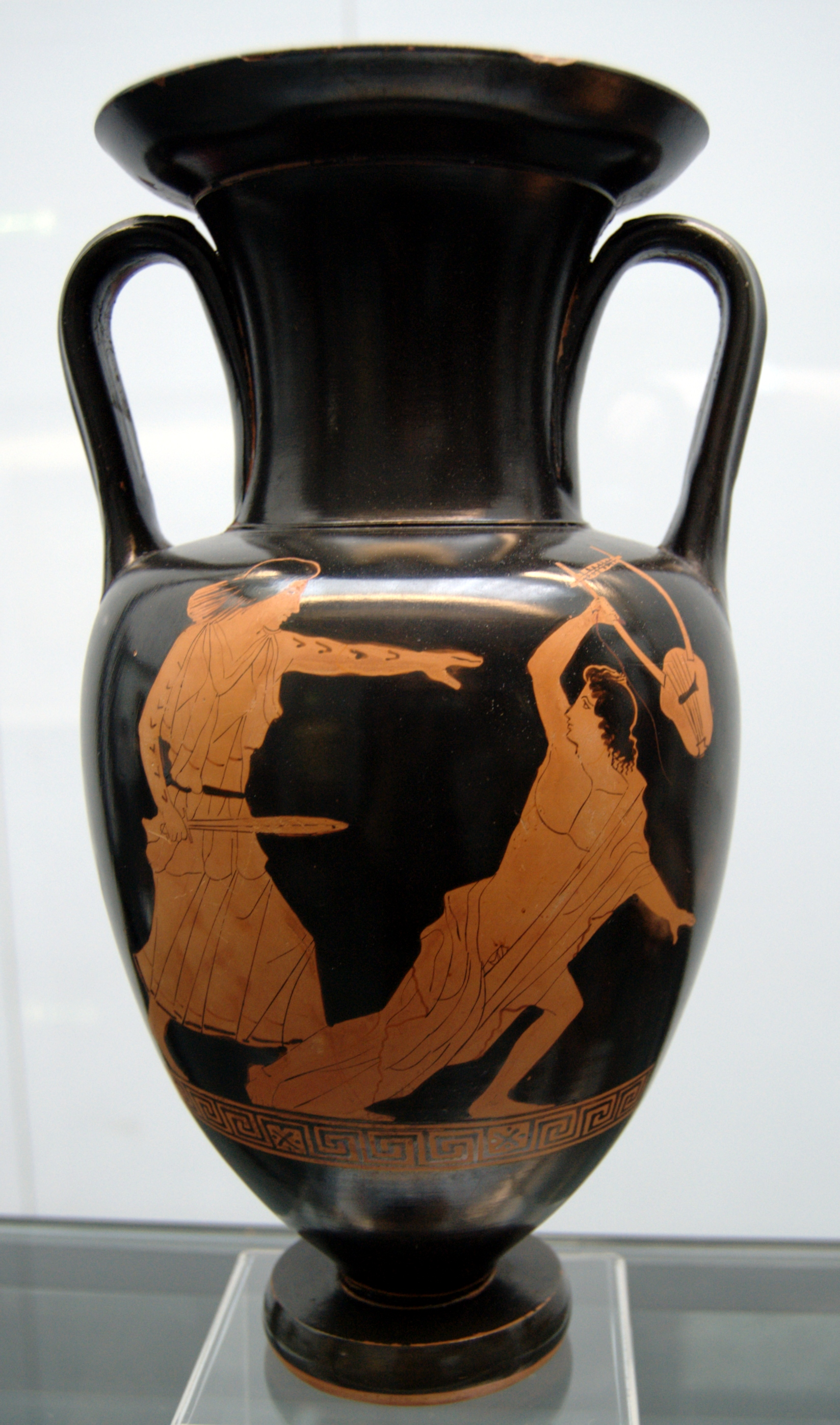
Orpheus’ Tod, Nolanische Amphora, um 440 v. Chr.

Der Phiale-Maler ist ein Maler des attisch-rotfigurigen Stils. Er wirkte etwa in einem Zeitraum zwischen 460 und 430 v. Chr. Seinen Notnamen hat er von einer von ihm bemalten Phiale bekommen, einer Vasenform, die nur selten figürlich bemalt wurde.
Der Phiale-Maler gilt als Schüler des Achilleus-Malers. Anders als sein Lehrmeister zeigt er gern Geschichten in seinen Bildern. Er bemalt mehrere große Kelchkratere in zwei Darstellungsebenen. Überhaupt scheint er bei den Gefäßen anders als sein Meister größere bevorzugt zu haben. Das zeigt sich auch bei seinen wenigen bekannten weißgrundigen Arbeiten, die jedoch ausdrucksstärker als die des Achilleus-Malers waren. Neben ein paar Lekythen bemalt er zwei Kelchkratere in weißgrundiger Technik, was bei dieser Vasenform recht selten vorkam. Seine Themen entnimmt er möglicherweise dem Theater seiner Zeit, sein bevorzugter Kalos-Name ist der des Aischylos-Sohnes Euaion. 